# Česká fotbalová liga 1993/1994
Sezóna 1993/1994 ČFL byla 1. sezónou v samostatné české fotbalové lize. Vítězství a postup do 2. fotbalové ligy 1994/95 si zajistil klub FK Armaturka Ústí nad Labem, z druhého místa postoupil též tým FC Portal Příbram. Týmy FK Český lev Neštěmice a FC Dukla Praha B sestupují do divize.

## Tabulka
| Poř. | Tým                         | Z  | V  | R  | P  | VG | OG | B  |
| ---- | --------------------------- | -- | -- | -- | -- | -- | -- | -- |
| 1.   | FK Armaturka Ústí nad Labem | 34 | 27 | 3  | 4  | 90 | 26 | 57 |
| 2.   | FC Portal Příbram           | 34 | 24 | 5  | 5  | 79 | 26 | 53 |
| 3.   | TJ Spolana Neratovice       | 34 | 20 | 9  | 5  | 66 | 35 | 49 |
| 4.   | SK Roudnice nad Labem       | 34 | 18 | 10 | 6  | 72 | 39 | 46 |
| 5.   | FK Baník Most SHD           | 34 | 14 | 9  | 11 | 52 | 45 | 37 |
| 6.   | SK Český Brod               | 34 | 16 | 3  | 15 | 53 | 54 | 35 |
| 7.   | AC Sparta Praha B           | 34 | 13 | 9  | 12 | 41 | 45 | 35 |
| 8.   | VTJ Karlovy Vary            | 34 | 12 | 9  | 13 | 54 | 59 | 33 |
| 9.   | FK Slavia Mladá Boleslav    | 34 | 7  | 17 | 10 | 38 | 46 | 31 |
| 10.  | FK Lokomotiva Kladno        | 34 | 9  | 13 | 12 | 37 | 47 | 31 |
| 11.  | VT Chomutov                 | 34 | 12 | 6  | 16 | 55 | 58 | 30 |
| 12.  | EME Mělník                  | 34 | 10 | 10 | 14 | 36 | 58 | 30 |
| 13.  | SK Slavia Praha B           | 34 | 9  | 11 | 14 | 48 | 53 | 29 |
| 14.  | FK Tábor                    | 34 | 7  | 15 | 12 | 38 | 48 | 29 |
| 15.  | Sparta BB Krč Praha         | 34 | 8  | 12 | 14 | 42 | 58 | 28 |
| 16.  | FC BS Vlašim                | 34 | 6  | 13 | 15 | 40 | 56 | 25 |
| 17.  | FK Český lev Neštěmice      | 34 | 6  | 7  | 21 | 35 | 92 | 19 |
| 18.  | FC Dukla Praha B            | 34 | 4  | 7  | 23 | 31 | 62 | 15 |

Poznámky:
- Z = Odehrané zápasy; V = Vítězství; R = Remízy; P = Prohry; VG = Vstřelené góly; OG = Obdržené góly; B = Body

|  | 2. česká fotbalová liga 1994/95 |
|  | Sestup                          |

## Soupisky mužstev

### FK GGS Arma Ústí nad Labem
Aleš Bílkovský (-/0),
V. Černý (-/0)
Jiří Kobr (-/0) -
Miloš Beznoska (-/0),
S. Blín (-/0).
J. Brzák (-/0), 
Petr Doležal (-/5),
M. Dvořák (-/1), 
Foldyna (-/6),
Petr Fousek (-/5),
Jan Králík (-/8),
Jozef Krivjančin (-/3),
P. Malečka (-/0),
Tomáš Matějka (-/0),
Jaroslav Müllner (-/2),
František Novák (-/2),
Jiří Novák (-/0),
Michal Novák (-/2),
Stanislav Pelc (-/4),
Martin Procházka (-/34),
Michal Remta (-/4),
Vladimír Sadílek (-/4),
Josef Stupka (-/0),
P. Šafář (-/0),
Martin Vrtiška (-/2) -
trenér František Plass

### FC Portál Příbram
Ladislav Macho (-0),
J. Málek (-/0),
Roman Solnař (-/0) -
Antonín Barák (-/0), 
Milan Černý (-/10),
Václav Černý (-/20),
Petr Grund (-/2),
Štěpán Hranický (-/0),
P. Hudec (-/0),
Tomáš Janů (-/1),
J. Jeníček (-/0),
J. Jonák (-/0),
Jaroslav Kilián (-/1),
V. Krása (-/1),
Tomáš Kukol (-/3),
Marcel Mácha (-/3),
Jaroslav Mašek (-/6),
Miloš Nepivoda (-/5),
M. Obdržel (-/0),
Marcel Pacovský (-/0),
Jaroslav Pazdera (-19),
Ivan Pihávek (-/2),
Zdeněk Staroba (-/2),
František Šamberger (-/0),
Václav Šlehofer (-/3),
R. Vojč (-/0),
J. Zelenka (-/1) -
trenéři František Barát a Michal Jelínek

### TJ Spolana Neratovice
David Lomský (-/0),
V. Stránský (-/0),
Ivo Viktor (-/0) -
Pavel Dobeš (-/14), 
M. Dolejší (-/2),
M. Filip (-/0),
Josef Gabčo (-/7),
Aleš Hynek (-/2),
Daniel Kaplan (-/6),
Marek Kincl (-/10),
P. Klouček (-/7),
J. Komůrka (-/8),
Petr Krištůfek (-/2),
K. Machač (-/0),
J. Myslivec (-/0),
Martin Pazdera (-/0),
Tomáš Pšenička (-/5),
V. Roubíček (-/0),
H. Rybák (-/0),
... Schellink (-/1),
K. Šidlo (-/0),
Jaroslav Vrábel (-/2),
M. Zahrádka (-/0) -
trenér Petr Pálka

### SK Roudnice nad Labem
R. Bönisch (-/0),
André Houška (-/0) -
J. Barták  (-/6),
Milan Bouda (-/1),
P. Dohnal (-/4),
Marek Hošťálek (/5),
Václav Hrdlička (-/15),
J. Hubený (-/0),
T. Knap (-/2),
J. Mágner (-/0),
M. Mulač (-/0),
V. Novák (-/2),
Aleš Pikl (-/0),
Z. Prchal (-/0),
Marián Řízek (-/10),
R. Spálený (-/0),
Michal Starczewski (-/10),
M. Strádal (-/12),
Jiří Šmidrkal (-/2),
P. Šuta (-/2),
A. Unger (-/0),
J. Vágner (-/0),
M. Vinklárek (-/2) -
trenér Zdeněk Ščasný

### FK Baník Most SHD
J. Bartoš (-/0),
J. Behina (-/0),
Karel Cyrany (-/0) -
J. Bohata (-/0),
T. Borowička (-/0),
Rostislav Broum (-/7),
J. Černý (-/1),
V. Fous (-/0),
J. Hampejs (-/0),
O. Hertl (-/4),
S. Hofmann (-/6),
V. Chaloupka (-/0),
P. Ihracký (-/0),
D. Kail (-/0),
Milan Kožnar (-/0),
L. Kritzbach (-/0),
J. Kvítek (-/11),
M. Lilko (-/3),
Radek Listopad (-/1),
F. Novák (-/1),
P. Paulovič (-/0),
František Pechr (-/6),
P. Pfeifer (-/1),
J. Scheithauer (-/6),
M. Spilka (-/2),
A. Stehlík (-/0),
J. Tancoš (-/1),
J. Tichý (-/1),
M. Vosmík (-/0) -
trenér Jan Laibl

### SK Český Brod
J. Fridrich (-/0),
P. Nechanický (-/0),
P. Průša (-/0) -
M. Beránek (-/0),
Pavel Bouška (-/1),
Z. Doležal (-/6),
M. Dvořák (-/4),
J. Fiala (-/0),
P. Gregor (-/1),
M. Habada (-/1),
J. Chalupa (-/4),
Július Chlpík (-/1),
Mário Kaišev (-/3),
J. Kameník (-/4),
R. Kudláček (-/4),
R. Magada (-/0),
J. Machara (-/0),
Richard Margolius (-/4),
R. Mikoláš (-/0),
L. Poupa (-/0),
J. Silovský (-/0),
P. Simoníček (-/2),
M. Šmejkal (-/3),
Z. Šmejkal (-/3),
J. Špička (-/0),
M. Vacek (-/0),
Roman Veselý (-/9), 
J. Vodička (-/0),
Marek Vomáčka (-/3) -
trenéři Josef Vacenovský a Jaroslav Vavroch

### AC Sparta Praha B
J. Gabriel (-/0),
Tomáš Poštulka (-/0),
Michal Špit (-/0) -
Aleš Bažant (-/0),
P. Budina (-/0),
J. Burda (-/1),
P. Dvořák (-/0),
Peter Gunda (-/1),
Pavel Horváth (-/4),
David Hrubý (-/11),
M. Jakl (-/0),
Jozef Kostelník (-/1),
Jozef Kožlej (-/1),
David Köstl (-/1),
R. Kuthan (-/0),
T. Marko (-/0),
J. Miňovský (-/1),
Lumír Mistr (-/1),
Pavel Nedvěd (-/3),
Zdeněk Němec (-/1),
M. Pánek (-/5),
Petr Pejša (-/3),
M. Petrák (-/0),
Radek Petrák (-/0),
Antonín Plachý (1/0),
J. Spurný (-/0),
R. Urban (-/0),
Miroslav Vápeník (-/1),
Petr Vonášek (-/1),
Roman Vonášek (-/1),
Radek Zlatník (-/0) -
trenér Vladimír Kára

### VTJ Karlovy Vary
P. Kocourek (-/0), 
Michal Kýček (-/0),
M. Pergl (-/0),
K. Zuska (-/0) -
R. Baxa (-/0),
Rostislav Broum (-/4),
Radek Čížek (-/1),
J. Drahoš (-/1),
R. Havlík (-/1),
Jiří Houžvička (-/1),
Aleš Jindra (-/0),
D. Kail (-/0),
Tomáš Kalán (-/0),
Martin Kulhánek (-/4),
Jiří Lang (-/5),
Jiří Leinhäupel (-/0),
Viktor Naar (-/1),
Tomáš Nosek (-/0),
T. Pěček (-/3),
R. Povýšil (-/0),
M. Princ (-/0),
K. Rasl (-/0),
J. Slabý (-/16),
Marek Smola (-/0),
René Šimek (-/0),
Jaroslav Tajzler (-/5),
Ivo Ulich (-/1),
Michal Vašák (-/1),
K. Velíšek (-/0),
Petr Vlček (-/0),
P. Vrána (-/0),
T. Zimmermann (-/4),
Martin Žižka (-/5) -
trenér Karel Matějček

### FK Slavia Mladá Boleslav
Josef Bejr (-/0),
J. Malík (-/0),
Radim Straka (-/0) -
L. Hlaváček (-/3),
... Hrdina (-/2),
R. Javůrek (-/0),
Martin Kacafírek (-/1),
J. Karban (-/1),
P. Kaulfus (-/0),
R. Kettner (-/0),
P. Klain (-/1),
J. Kolařík (-/1),
Václav Koloušek (-/2),
D. Koranda (-/4),
M. Mašek (-/1),
Petr Niklfeld (-/1),
D. Ort (-/0),
Karel Pokorný (-/0),
Josef Sojka (-/5),
... Studený (-/0),
V. Štěpán (-/5),
J. Urban (-/1),
Adrian Vizingr (-/6),
L. Vlk (-/1),
K. Vrabec (-/0),
J. Zedníček (-/0) -
trenér Karel Tichý

### FK Lokomotiva Kladno
A. Brejník (-/0),
P. Hrádek (-/0),
L. Vých (-/0) -
R. Bartoš (-/4),
Pavel Drsek (-/4),
Z. Dryják (-/0),
R. Duda (-/4),
T. Egermajer (-/0),
P. Filip (-/0),
M. Chadima (-/0),
Z. Chaloupka (-/2),
J. Charvát (-/0),
M. Ježek (-/0),
P. Landa (-/0),
J. Libecajt (-/0),
O. Mačura (-/0),
P. Opatrný (-/0),
J. Rajgl (-/0),
V. Sedláček (-/0),
J. Stádník (-/1),
J. Šimek (-/10),
M. Šípal (-/0),
V. Širůček (-/3),
... Šolle (-/3),
J. Vondrák (-/6) -
trenéři Miroslav Isteník a Jaroslav Vejvoda

### VT Chomutov
Jan Blažka (-/0),
J. Římsa (-/0),
P. Stárek (-/0) -
M. Březina (-/1),
Ladislav Doseděl (-/8),
Jaroslav Ferenčík (-/2),
Patrik Gedeon (-/1),
Jan Geleta (-/3),
Miroslav Grobár (-/1),
Vratislav Havlík (-/2),
R. Hlubinák (-/0),
David Holeček (-/0),
R. Hůrka (-/2),
Martin Chýle (-/0),
J. Jedlička (-/0),
Z. Koubek (-/0),
Antonín Mlejnský (-/2),
... Mulač (-/1),
Karel Rezek (-/1),
K. Svoboda (-/3),
Pavel Svoboda (-/3),
Petr Svoboda (-/0)
Vlastimil Svoboda (-/2),
Alois Šebek (-/0),
Zdeněk Urban (-/12),
Vladimír Valenta (-/2),
Martin Vašina (-/8) -
trenéři Zdeněk Pichner a Jiří Nevrlý

### EMĚ Mělník
V. Čerňanský (-/0),
Z. Jakeš (-/0),
Antonín Kinský (-/0) -
D. Bárta (-/2),
P. Hrdlík (-/0),
J. Jakab (-/0),
K. Jelínek (-/0),
R. Kalfiřt (-/0),
T. Kozel (-/11),
M. Macek (-/1),
M. Minár (-/0),
Radek Miřatský (-/10),
J. Novotný (-/0),
K. Pokorný (-/0),
L. Pokorný (-/2),
P. Řezáč (-/0),
M. Sojka (-/0),
P. Špánek (-/0),
M. Štěpánek (-/5),
P. Tichý (-/0),
S. Tichý (-/0),
L. Tomášek (-/0),
Jaroslav Veltruský (-/5),
J. Vokoun (-/0),
R. Wojacsek (-/0) -
trenéři Zdeněk Hliněný a Josef Hloušek

### SK Slavia Praha B
David Allert (-/0),
Radek Černý (-/0),
Martin Svoboda (-/0),
K. Zuska (-/0) -
J. Bína (-/0),
D. Brožek (-/0),
M. Brožek (-/0),
P. Dvořák (-/1),
Libor Fryč (-/1),
Tomáš Hunal (-/1),
Martin Hyský (-/2),
Roman Janoušek (-/9),
Lukáš Jarolím (-/0),
Jindřich Jirásek (-/0),
Karel Kadlec (-/0),
Tomáš Kalán (-/2),
Daniel Kaplan (-/0),
Tomáš Kaplan (-/2),
Luděk Klusáček (-/1),
M. Kubr (-/0),
Martin Kulhánek (-/1),
L. Kurucz (-/3),
Pavel Kýček (-/2),
Pavel Novotný (-/1),
Tomáš Pěnkava (-/8),
Karol Praženica (-/1),
D. Roušar (-/1),
David Šimáček (-/0),
P. Šticha (-/0),
R. Šulek (-/0),
Pavel Vandas (-/1),
K. Vaněček (-/0), 
R. Vatka (-/1),
Jiří Vávra (-/2),
František Veselý (-/2),
D. Zbončák (-/0) -
trenér Milan Štěrba

### FK Tábor
Václav Cízler (-/0),
L. Červenka (-/0),
R. Kraus (-/0) -
Milan Barteska (-/0),
Z. Cihlář (-/0),
P. Dostál (-/1),
T. Dytrych (-/0),
R. Hešík (-/3),
J. Janota (-/1),
V. Kášek (-/1),
T. Kocourek (-/0),
R. Lukáš (-/2),
M. Makovička (-/0),
B. Marek (-/0),
Zdeněk Mikoláš (-/7),
L. Mikšík (-/0),
J. Mikulenka (-/1),
R. Mrzena (-/0),
P. Nikl (-/0),
... Novotný (-/1),
J. Passler (-/0),
J. Práger (-/0),
P. Sebera (-/6),
Michal Sokolt (-/3),
R. Sokolt (-/1),
L. Šebek (-/0),
P. Šolc (-/6),
M. Švec (-/1),
P. Vavřina (-/1),
R. Zayml (-/1) -
trenéři Jaroslav Vavroch a Jan Grombíř 

### Sparta BB Krč Praha
P. Macek (-/0),
Petr Voženílek (-/0),
V. Zíka (-/0) -
P. Čížek (-/2),
T. Čuřín (-/1),
Miloslav Denk (-/6),
J. Doležal (-/5),
... Háble (-/3),
T. Herynek (-/1),
L. Holub (-/2),
... Hruška (-/2),
J. Kačerovský (-/2),
J. Klíma (-/0),
Š. Kment (-/1),
M. Knesl (-/3),
T. Mašek (-/4),
A. Měchura (-/0),
P. Musil (-/0),
L. Olmr (-/0),
Jan Orgoník (-/0),
J. Orinič (-/1),
... Procházka (-/2),
R. Rišlink (-/0),
P. Sčučinský (-/0),
... Smetana (-/2),
J. Smoček (-/0),
Z. Sokol (-/0),
J. Špánek (-/0),
F. Tichý (-/1),
K. Vesecký (-/0),
M. Vít (-/0),
P. Volek (-/0),
D. Vott (-/1) -
trenér Jiří Doležal

### FC BS Vlašim
Pavel Kňazík (-/0),
Petr Oudran (-/0) -
A. Demidov (-/0),
V. Doležal (-/0),
D. Dvořák (-/2),
M. Dvořák (-/1),
R. Dvořák (-/0),
Václav Feřtek (-/3),
J. Fiala (-/2),
R. Filip (-/1),
F. Heřmánek (-/0),
Ondřej Houda (-/5),
V. Houdek (-/3),
Libor Jadamus (-/1),
M. Jelínek (-/0),
J. Kameník (-/1),
S. Koller (-/4),
P. Křížek (-/0),
J. Maršoun (-/1),
Š. Matuška (-/0),
M. Ottl (-/4),
Miroslav Pešice (-/1),
R. Rezek (-/2),
V. Skiba (-/2),
O. Trofimov (-/0),
M. Vojáček (-/6),
J. Zákostelský (-/0) -
trenéři Josef Bouška a Václav Čičatka

### FK Český lev Neštěmice
P. Musel (-/0),
M. Souček (-/0) -
M. Bati (-/0),
M. Beránek (-/1),
P. Cerman (-/1),
T. Harkabus (-/0),
... Háša (-/1),
J. Holakovský (-/5),
M. Holakovský (-/1),
J. Hrubeš (-/0),
... Chlumecký (-/2),
K. Jan (-/2),
V. Jirát (-/0),
P. Juřič (-/0),
L. Kolář (-/0),
P. Kolda (-/4),
S. Krnáč (-/0),
T. Krnáč (-/1),
... Matějka (-/4),
T. Matzke (-/4),
Z. Michal (-/0),
P. Mokráček (-/0),
M. Peterka (-/2),
S. Ptáček (-/3),
R. Slavata (-/0),
... Stupka (-/1),
... Šidlo (-/0),
P. Šumpík (-/0),
M. Votava (-/1) -
trenéři Bedřich Borovička a Stanislav Jakl

### FC Dukla Praha „B“
P. Linhart (-/0),
Oldřich Meier (-/0),
P. Milínek (-/0),
T. Štěpán (-/0) -
M. Březina (-/0),
J. Buják (-/0),
R. Čermák (-/0),
Radek Ešner (-/0),
P. Gamba (-/0),
Miroslav Gajdůšek (-/3),
Petr Hlavsa (-/6),
R. Huvar (-/0),
J. Jedlička (-/0),
J. Ježek (-/0),
J. Karban (-/0),
V. Klár (-/0),
J. Knesl (-/0),
P. Krejčí (-/1),
P. Linhart (-/0),
M. Makovička (-/0),
O. Matouš (-/0),
M. Matoušek (-/0),
P. Moravec (-/0),
Roman Nohavica (-/4),
Miroslav Obermajer (-/0),
F. Pajer (-/0),
Tomáš Pařízek (-/0),
V. Pařízek (-/6),
B. Ryšavý (-/1),
Petr Strnadel (-/7),
J. Šnajberk (-/1),
R. Valášek (-/0),
Jan Zušťák (-/1), 
P. Zýka (-/0),
K. Ženíšek (-/1) -
trenér Ján Kemko